# Mgaear al-Sarhan
Der Mgaear al-Sarhan Sports Club (arabisch نادي مغير السرحان, DMG Nādī Muġayyir as-Sirḥān) ist ein jordanischer Sportklub in Badiah Gharbiyah im Gouvernement al-Mafraq.

## Geschichte
Der im Jahr 1993 gegründete Klub spielte in der Saison 2012/13 noch in der Second Division, wo man es in die Playoffs um den Aufstieg schaffte. Zur Saison 2020/21 schafft man dann erstmals den Aufstieg in die zweite Liga, nach einem gelungenen Klassenerhalt erreichte die Mannschaft in der Spielzeit 2021 dann sogar auch den ersten Platz. Der Verein spielte von 2022 bis Mitte 2025 in der ersten Liga des Landes. Am Ende der Saison 2024/25 musste der Verein als Tabellenletzter wieder in die zweite Liga absteigen.

## Erfolge
- Jordan League Division 1: 2021  ▲